# Égry
Égry je francouzská obec v departementu Loiret v regionu Centre-Val de Loire. V roce 2011 zde žilo 348 obyvatel.

## Sousední obce
Auxy, Barville-en-Gâtinais, Beaune-la-Rolande, Gaubertin,

## Vývoj počtu obyvatel
Počet obyvatel 